# 遠藤達哉
遠藤 達哉（えんどう たつや、1980年〈昭和55年〉7月23日 - ）は、日本の漫画家。茨城県古河市出身。
代表作に『月華美刃』、『SPY×FAMILY』などがある。

## 経歴
2000年、『西部遊戯』で第5回ストーリーキング漫画部門準キングを受賞。『赤マルジャンプ』（集英社）2000年SPRINGに掲載されデビュー。『週刊少年ジャンプ』（集英社）2000年51号に読切『月華美刃』を掲載。
『ジャンプSQ』（集英社）2007年12月号（創刊号）より2008年8月号まで『TISTA』を初連載。『TISTA』の連載終了後、『青の祓魔師』（加藤和恵）のアシスタントを勤めた。
『ジャンプSQ』2010年6月号より、『月華美刃』を連載し、2012年2月号で完結した。その後はしばらく連載企画を立てず、加藤・アミュー・藤本タツキ・賀来ゆうじ・ノ村優介らのアシスタントとして活躍した。
2018年、『ジャンプSQ』2018年3月号に『I SPY』を掲載。好評だったためスパイを題材とした連載の企画を練り、2019年より『少年ジャンプ+』（集英社）で『SPY×FAMILY』を連載中。
2023年、『SPY×FAMILY』で第52回日本漫画家協会賞コミック部門大賞を受賞。

## 人物
幼少期から漫画家を志す。家族構成は両親と兄が一人。好きな俳優はブルース・リーと阿部寛、好きな女優はメグ・ライアンとオドレイ・トトゥ。好きな漫画家は鳥山明・西森博之・望月峯太郎。趣味・特技・自慢できることは、スキー・バスケ・ラケットを使う球技・反復横とび・惰眠・口内炎創造・健康破壊。
特技は遅刻・考えすぎ。趣味は収納・中古屋めぐり。萌えはガスマスク・メガネ。雨男。好きなものはKUBRICK、スーパーのおつとめ品、惰眠。
坂道シリーズのファンであり、メンバーが卒業を発表した際には、『SPY×FAMILY』のキャラクターであるアーニャ・フォージャーが号泣しているイラストや落ち込んで寝込むイラストを自身のTwitterに投稿している。宮崎市のひなたサンマリンスタジアム宮崎で2024年9月7日、8日に行われた日向坂46のスタジアムライブ「ひなたフェス2024」に参加する等筋金入りのファン。
担当編集の林士平は、遠藤がアシスタントに加わった職場は全体的に画力が向上すると評価している。

## 作品リスト

### 漫画
- 太字は連載作品
- 略称
  - 赤マル：赤マルジャンプ、WJ：週刊少年ジャンプ、REVO：ジャンプ the REVOLUTION!、SQ：ジャンプSQ、SQ.C：ジャンプSQ.CROWN、J+：少年ジャンプ+、JB：JUMP j BOOKS公式サイト（いずれも集英社）
  - 〈収録〉短:『四方遊戯 遠藤達哉短編集』集英社〈ジャンプ・コミックス〉、2008年9月4日発売。ISBN 978-4-08-874573-2

| タイトル            | 形式 | 掲載号                        | 収録     | 備考 |
| ------------------- | ---- | ----------------------------- | -------- | --- |
| 西部遊戯            | 読切 | 赤マル 2000年SPRING           | 短       | 第5回ストーリーキング漫画部門準キング受賞作。47P。 賞金稼ぎ養成学校の新入生エレナ・フィスカフを主人公とする物語。 西部劇風の街が舞台で、賞金稼ぎの免許制度が存在する。  |
| 月華美刃            | 読切 | WJ 2000年51号                 | 短       | 連載版の前身。47P。 |
| WITCH CRAZE         | 読切 | WJ 2001年21・22合併号         | 短       | 魔女ファータ・モルガーナと元魔女ハンターの相棒ネイを主人公とする物語。47P。 一部登場人物の名はアーサー王伝説が由来。                                                    |
| PMG-0               | 読切 | WJ 2004年24号                 | 短       | 極めて治安の悪い街ポロで治安維持を担う銃士隊の少女 タニア・イファリースを主人公とする物語。55P。 主要登場人物のモチーフは『三銃士』。事実上『西部遊戯』のリメイク作品。 |
| 屋上探偵 -オクタン- | 読切 | REVO 2006年11月1日増刊        | 未       | 原作：大崎知仁。41P。 |
| TISTA               | 連載 | SQ 2007年12月号 - 2008年8月号 | 全2巻    | |
| 月華美刃            | 連載 | SQ 2010年6月号 - 2012年2月号  | 全5巻    | |
| 流浪刑のクロニコ    | 読切 | JB2014年2月20日               | 未       | 菅野隆宏『流浪刑のクロニコ』第1巻収録の1編をフルカラーマンガ化。 クロニコと、石片を積み塔を造り続ける刑に処された少女との交流が描かれる。                               |
| 煉獄のアーシェ      | 読切 | SQ 2014年7月号                | 未       | 魔女狩りが横行する世界で、帯剣の修道士ベルと病院の里子アーシェが 織り成すゴシックファンタジー。 J+の『SPY×FAMILY』2020年8月24日更新分より[特別読切]として配信。         |
| 石に薄紅、鉄に星    | 読切 | SQ.C 2017年Spring             | 未       | J+の『SPY×FAMILY』2021年6月14日更新分より[特別読切2]として配信。 |
| I SPY               | 読切 | SQ 2018年3月号                | 未       | 『SPY×FAMILY』の前身。 J+の『SPY×FAMILY』2021年11月29日更新分より[特別読切3]として配信。                                                                                |
| SPY×FAMILY          | 連載 | J+ 2019年3月25日 - 連載中     | 既刊15巻 | WJ 2019年17号・32号に出張掲載。 2022年に分割2クールでテレビアニメ化、2023年にミュージカル化。 2023年に第52回日本漫画家協会賞コミック部門大賞受賞。                      |

### 挿絵
- 大崎知仁『屋上探偵（オクタン）』集英社〈JUMP j BOOKS〉、全2巻。
  1. 2006年2月8日発行。ISBN 978-4-08-703166-9
  2. 2006年10月31日発行。ISBN 978-4-08-703172-0
- 雀野日名子『山本くんの怪難 北陸魔境勤労記』[19]メディアファクトリー〈MF文庫ダ・ヴィンチ〉、2011年2月25日発行。ISBN 978-4-8401-3669-3
- 菅野隆宏『流浪刑のクロニコ』[20]集英社〈JUMP j BOOKS〉、全2巻。2013年11月11日より JUMP j BOOKS公式サイト[リンク切れ]では、遠藤によるカバーイラスト、ピンナップを使用した特製壁紙、Twitterアイコンを無料配布していた[21]。
  1. 2013年7月10日発行。ISBN 978-4-08-703293-2
  2. 2013年11月24日発行。ISBN 978-4-08-703303-8

### 表紙
- 魔女の宅急便（2025年2月3日〈予定〉）刊行40周年記念特別カバー[22]

### 紹介漫画
- ジャンプSQ.［SQ.MANGA Trailer］
  - 遠藤達哉×エヴェレスト 神々の山嶺
  - 遠藤達哉×パトリオット・デイ

## 師匠
- 叶恭弘[23]
- 西義之[24]

## メディア出演

### テレビ
- NHKスペシャル「新ジャポニズム 第1集MANGA わたしを解き放つ物語」（2025年1月5日、NHK）[25][26]